# 澤列尼克林 (巴什坦卡區)
47°25′3″N 32°33′17″E / 47.41750°N 32.55472°E
澤列尼克林（烏克蘭語：Зелений Клин），是烏克蘭的村落，位於該國南部尼古拉耶夫州，由巴什坦卡區負責管轄，始建於1920年，面積0.69平方公里，海拔高度81米，2023年人口130，人口密度每平方公里188.4人。